# Claude Carette
Claude Carette né le 17 décembre 1935 à Québec et mort le 26 août 1999  à Montréal est un artiste peintre québécois.

## Biographie
Claude Carette naît à l’Anse-au-Foulon à Québec en 1935. Fils ainé des sept enfants de Germaine Boudreault et de Léopold Carette, Carette commence à peindre dès l’âge de dix ans. Il installe son chevalet sur les coteaux surplombant la falaise de l’anse et reproduit les paysages s’offrant à lui. À plusieurs reprises au gré de ses promenades, Jean Paul Lemieux remarque le jeune Carette peindre et lui suggère d’intégrer l’École des beaux-arts de Québec où ce dernier lui enseignera jusqu’en 1955.
À sa sortie de l’école, Carette partage son temps entre la peinture et les mines de cuivres de Chibougamau afin de se permettre l’achat de matériel et le nécessaire pour vivre. Malgré une première exposition solo au Palais Montcalm de Québec en 1956 lui apportant une certaine reconnaissance publique, le jeune peintre curieux et avide d’explorations s’embarque vers l’Europe.
À Paris, il suit les cours d’esthétique moderne de Francastel à la Sorbonne. Formation qu’il poursuit avec le professeur Sauriol à l'Université d'Aix-Marseille. Un bref parcours académique, mais de nombreuses rencontres et découvertes artistiques lui valent d’exposer à la Maison canadienne de Paris en 1958.
Dès son retour au Québec, il participe au « Salon du Printemps » du Musée des beaux-arts de Montréal. Une suite d’expositions collectives et individuelles fait connaître son œuvre à Québec, Montréal, Toronto et New York. Après avoir travaillé près d’un an à New York, l’artiste s’installe à Montréal et fréquente la faune artistique de l’époque : Germain Perron, Pierrot Léger, Tex Lecor, Georges St-Pierre, Armand Vaillancourt, Gilbert Langevin, Serge Lemoyne, Raymond Lévesque, Marc Gélinas, Janou Saint-Denis, Denis Vanier et Pedro Rubio de la Casa Pedro sont des amis, compères ou acolytes, pour ne nommer que ceux-là. À La Hutte, il rencontre sa femme avec laquelle il entreprend, en 1968, une longue tournée nord américaine. Après plusieurs mois à Vancouver, où Carette découvre l’œuvre d’Emily Carr, ils poursuivent leur périple vers San Francisco, Los Angeles, Mexico, New Orleans, Chicago et Ottawa.
Après la galerie Agnès Lefort au début des années soixante, à la suite de sa participation aux expositions « Aquarellistes Nord-Américains »  à la Ligoa Duncan Gallery à New York et à la galerie Raymond Duncan de Paris, la prestigieuse Gardner-Rothschild le représente en permanence au début des années soixante-dix. Reconnu désormais à la fois comme aquarelliste et peintre, les huiles prennent davantage d’importance dans cette décennie. La sédentarité et la location d’un atelier dans le Vieux-Montréal aide l’artiste à prévaloir ce médium sur l’aquarelle. Pour ces mêmes raisons, il crée de plus en plus de grands formats. Plusieurs de ses œuvres grands formats sont présentées lors d’une exposition individuelle imposante à l'Hôtel Méridien du Complexe Desjardins en 1977.
Ne délaissant jamais l’aquarelle, son œuvre demeure prolifique à la fois sur toile que sur papier d’arches. De nombreuses autres expositions individuelles ont lieu aux galeries d’art Morency et Clarence-Gagnon de Montréal et à la galerie d’art de Ste-Adèle dans la décennie suivante. Fin des années quatre vingt dix, Carette s’exile un temps aux Iles-de-la-Madeleine où il peint ses dernières séries d’aquarelles. Il décède des suites d’une longue maladie le 26 août 1999 à Montréal.

## Musées et collections
- Artothèque de Montréal
- Banque d’art du Conseil des arts du Canada
- Bibliothèque et Archives nationales du Québec – Montréal
- Collection de la Banque Nationale
- Congrégation de Notre-Dame
- Musée de l’Amérique francophone (Collection du Musée du séminaire de Québec)
- Musée d'art contemporain de Montréal (Collection Lavalin)
- Musée d'art de Joliette
- Musée des beaux-arts de Montréal
- Musée de Lachine
- Musée Laurier
- Musée Louis-Hémon
- Musée national des beaux-arts du Québec[2]
- Musée régional de la Côte-Nord
- Pulperie de Chicoutimi

## Ouvrages ou dossiers à consulter (liste non exhaustive)
- Guy Robert, La peinture au Québec depuis ses origines, Éditions Iconia, Montréal, 1978.
- Guy Robert, Art actuel au Québec depuis 1970, Éditions Iconia, Montréal, 1983.
- Jean Trépanier, 103 Peintres du Québec, Éditions JT, Shawinigan, 1984.
- University of British Columbia, Fine Arts Library
- Musée des beaux-arts du Canada, Bibliothèque et Archives / Musée canadien de la photographie
- Musée des beaux-arts de l’Ontario, Bibliothèque de recherche et archives Edward P. Taylor
- Musée des beaux-arts de Montréal, Bibliothèque
- Musée d’art contemporain de Montréal, Médiathèque